# Epichilo obscurefaciellus
Epichilo obscurefaciellus là một loài bướm đêm trong họ Crambidae.